# Ligne de tramway 363/1
La ligne 363/1 d'après son numéro de tableau horaire est une ancienne ligne de tramway du Groupe de Courtrai de la Société nationale des chemins de fer vicinaux (SNCV) qui a fonctionné entre le 15 juin 1902 et le 24 mai 1939.

## Histoire
Le capital 85 « Aarsele - Courtrai - Mouscron - Menin » nécessaire à l'établissement des futures lignes 355/1 et 363/1 est concédé le 8 septembre 1897.
La ligne est mise en service 15 juin 1902 entre la gare de Courtrai (Doorniksewijk) et la gare de Mouscron (nouvelle section, capital 85), l'exploitation est assurée par l'Intercommunale de Courtrai (IC),.
Le 24 mai 1906, elle est prolongée depuis la gare de Mouscron vers le quartier du Mont-à-Leux (arrêt Frontière) en empruntant les voies de la ligne 355 entre la gare et l'Ours et depuis ce point en empruntant une nouvelle section (capital 85),.
En 1927, l'exploitation des lignes du groupe est reprise en mains propres par la SNCV.
Le 3 juillet 1932, la ligne 355 est électrifiée entre la gare de Mouscron et le Risquons-Tout, le même jour les voies de la ligne 363/1 entre le centre de Mouscron et le quartier du Mont-à-Leux sont électrifiées et un nouveau service est créé. La ligne 363/1 est probablement à cette date limitée à la gare de Mouscron[réf. nécessaire],. 
Elle est supprimée le 24 mai 1939 et remplacée le lendemain par un service électrique à la suite de l'électrification des voies entre la gare de Courtrai (Doorniksewijk) et la gare de Mouscron.

## Exploitation

### Horaires
Tableaux :
- 363 en 1931, numéro partagé en 1934 avec les lignes MMx Mouscron Station-État - Mouscron (Mont-à-Leux) Frontière et MP Mouscron Station-État - Mouscron La Planche[6],[5] ;